# Fußgönheim
Fußgönheim est une municipalité de la Verbandsgemeinde Maxdorf, dans l'arrondissement de Rhin-Palatinat, en Rhénanie-Palatinat, dans l'ouest de l'Allemagne.

## Références

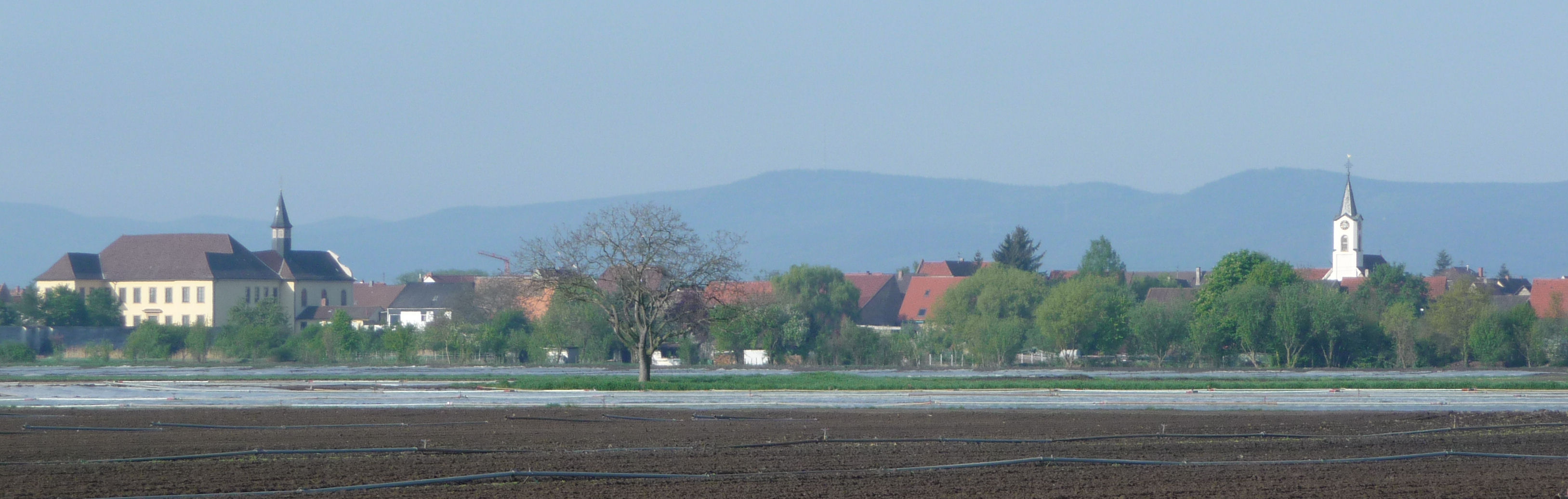
Fußgönheim

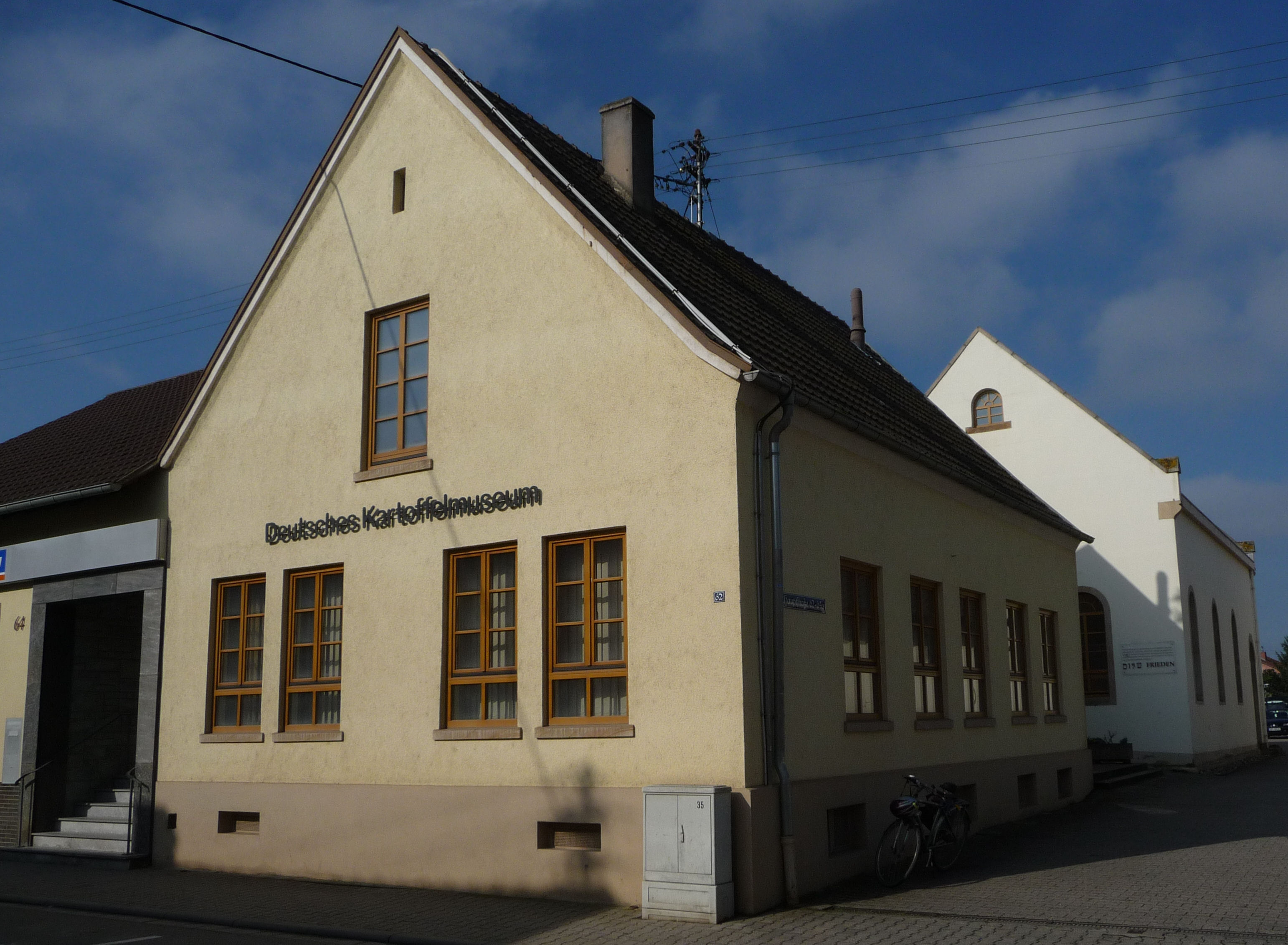
Deutsches Kartoffelmuseum